# 豊田明夫
豊田 明夫（とよだ あきお、1940年9月15日 - ）は愛知県出身のプロゴルファー。

## 来歴
1966年にプロへ転向し、西日本サーキットでは1968年の長崎シリーズで河野高明と並んでの6位タイ、BSシリーズでは内田繁・中村寅吉・磯村行雄・上田鉄弘と並んでの5位タイ、1969年の同シリーズでは細石憲二と並んでの5位タイに入った。
1973年の中部オープンでは3日目に4アンダー140で野口英雄に1打差付けて首位に立つが、最終日には2打差を追い上げた石井裕士と1アンダー287の同スコアで並んでプレーオフとなり、石井に1打リードを奪われて2位に終わる 。
1973年の日本プロでは青木功・安田春雄・島田幸作・陳清波&陳健忠（ 中華民国）に次ぎ、内田久寿雄・吉川一雄・尾崎将司・山本善隆と並ぶ6位タイに入った。
1975年のソニー・チャリティクラシックでは朝から雨が降り続き、午後には風も加わるという悪コンディションの初日にグリーン外からの寄せが3度も直接カップインする幸運にも恵まれ、7バーディ、2ボギー、5アンダーの67で首位に立った。2日目は78を叩いてしまったが、最終日には69をマークし、ラリー・ヒンソン&ジョニー・ミラー（ アメリカ合衆国）、呂良煥（中華民国）・金本章生・戸田雅吉・新井規矩雄と並んでの5位タイに入った。
1978年の中部オープンでは井上幸一・鈴村久・石井秀夫・内田・石井・野口に次ぐと同時に大場勲と並んでの10位タイに入り、1979年の富山県オープンでは井上をプレーオフで下して初優勝を飾る。
1979年の中部オープンでは初日を坂東治彦と並んでの4位タイでスタートし、2日目には2位、3日目には石井秀と並んでの3位タイに着け、最終日も坂東と並んでの3位タイであった。
1980年には岐阜関カントリー倶楽部開場15周年記念「岐阜関チェリーカップトーナメント」に出場して藤木三郎・寺本一郎・松田敏博と並んでの5位タイ 、1980年の日本国土計画サマーズでは2日目に67、最終日には69をマークして金井清一・宮本康弘と並んでの7位タイに入った。
1980年の中部オープンでは初日を内田と共に69の3位タイでスタートし、2日目には2日連続69で単独3位となり、最終日には鈴村照と並んでの3位タイに入った。
1981年の東海クラシックでは3日目の16番で大会史上初のホールインワンを達成 。
1982年のかながわオープン では青木・杉原輝雄・鷹巣南雄・栗原孝・中村通・矢部昭・坂下定夫・山本・尾崎直道・森憲二を抑えて通算4アンダーで逆転優勝し、ツアー制100人目の優勝者となる。
1983年にはペプシ宇部で最終日に69をマークし、高橋勝成・中村と並んでの8位タイに入った。
デサント大阪オープンで初日に65をマークして杉原の2位でスタートし、最終日には内田と並んでの2位タイに終わった。
かながわオープンでは初日に海老原清治・中村・尾崎将・丸山智弘と共に69をマークして河野高明の2位タイでスタートし、最終日には河野・東聡・秋富由利夫・河野和重に次ぐと同時に湯原信光・矢部・中村忠夫・中村と並んでの5位タイに入った。
大京オープンでは初日を冨田三十士・横島由一・川上典一と並んでの首位タイでスタートし、3日目には湯原・高橋五月と並んでの3位タイに着け、最終日には草壁政治の2位に入った。
1984年には日本オープンで船渡川育宏・小林富士夫と並んでの10位タイ、1986年には関西プロ6位・中部オープン8位タイ、1987年の岐阜県オープンでは松井利樹と並んで高阪喜久の2位タイに入ったが、1990年のKBCオーガスタを最後にレギュラーツアーから引退。
シニア転向後の1992年はマルマンシニアで許渓山（中華民国）と並んでの10位タイ、ミズノシニアクラシックで内田・戸川一郎・野辺地純と並んでの9位タイ、コマツオープンで陳健・宮本省三と並んでの5位タイ、アイスターカップ7位、KTVプロシニアで橘田光弘と並んでの10位タイ、ミサワリゾートシニアで戸川と並んでの8位タイ、名古屋テレビカップで榎本七郎・鈴村と並んでの10位タイに入る。
1993年には関西プロシニアで杉原の2位、TPCスターツシニアで金井の3位、マルマンシニアで郭吉雄（中華民国）・寺本と並んでの3位タイ、コマツオープンで石井裕の2位タイ、とうきゅうシニアカップで新井と並んでの10位タイに入る。
海外でも1992年と1993年にオーストラリアプロシニアで地元のビル・ダンクを破って優勝し 、1993年の全英シニアオープンではジョン・プーリー（南アフリカ）、ボブ・チャールズ（ニュージーランド）、ニール・コールズ&ピーター・バトラー（イングランド）に次ぐと同時にトミー・ホートン（イングランド）と並んでの5位タイに入る。
1994年は第一生命カップシニアで新井・荒井進三と並んでの9位タイ、日本プロシニアでは寺本と並んでの5位タイに入る。
1998年にはオーストラリアプロシニアでイアン・スタンレーの2位に入り、2001年のコマツオープンを最後にシニアツアーから引退。
現在は日進市のプロゴルフショップ『アミュゾン』で店長を務めている。

## 主な優勝
レギュラー
- 1979年 - 富山県オープン
- 1982年 - かながわオープン

シニア
- 1992年 - オーストラリアプロシニア
- 1993年 - オーストラリアプロシニア